# Cruziohyla
Cruziohyla é um género de anfíbios da família Phyllomedusidae. Está distribuído por Nicarágua, Honduras, Costa Rica, Panamá, Colômbia, Equador, Peru e Brasil, e possivelmente na Bolívia.
As seguintes espécies são reconhecidas:
- Cruziohyla calcarifer (Boulenger, 1902)
- Cruziohyla craspedopus (Funkhouser, 1957)